# Шпанија на Светском првенству у атлетици на отвореном 2011.
Шпанија је учествовала на 13. Светском првенству у атлетици на отвореном 2011. одржаном у Тегу од 27. августа до 4. септембра тринаести пут, односно учествовала је на свим првенствима до данас.Репрезентацију Шпаније представљало 43 учесник (27 мушкараца и 16 жена) који су се такмичили у 29 дисциплина (18 мушких и 11 женских).,
На овом првенству Шпанија је по броју освојених медаља делила 34. место са једном освојеном медаљом (1 бронзана).
Поред медаља, Шпанија је остварила и следеће резултате: два национална рекорда, један национални рекорд сезоне, један лични рекорд и седам личних рекорда сезоне.
У табели успешности према броју и пласману такмичара који су учествовали у финалним такмичењима (првих 8 такмичара) Шпанија је са 3 учесника у финалу делила 25. место са 13 бодова.
| Плас. | Земља   | 1. место | 2. место | 3. место | 4. место | 5. место | 6. место | 7. место | 8. место | Бр. финал. | Бод. |
| ----- | ------- | -------- | -------- | -------- | -------- | -------- | -------- | -------- | -------- | ---------- | ---- |
| =25.  | Шпанија | 0        | 0        | 1        | 1        | 0        | 0        | 1        | 0        | 3          | 13   |

## Учесници
| Мушкарци: - Анхел Давид Родригез — 100 м - Кевин Лопез — 800 м - Луис Алберто Марко — 800 м - Антонио Мануел Реина — 800 м - Мануел Олмедо — 1.500 м - Хуан Карлос Игеро — 1.500 м - Дијего Руиз — 1.500 м - Хесус Еспања — 5.000 м - Франсиско Хавијер Алвес — 5.000 м - Хосе Мануел Мартинез — Маратон - Рафаел Иглесиас — Маратон - Пабло Виљалобос — Маратон - Виктор Гарсија — 3.000 м препреке - Анхел Муљера — 3.000 м препреке - Томас Тахадура — 3.000 м препреке - Мигел Анхел Лопез — 20 км ходање - Франциско Хавиер Фернандез — 20 км ходање - Хесус Анхел Гарсија — 50 км ходање - Микел Одриозола — 50 км ходање - Хосе Игнасио Дијаз — 50 км ходање - Игор Бичков — Скок мотком - Еусебио Касерес — Скок удаљ - Луис Мелиз — Скок удаљ - Борја Вивас — Бацање кугле - Марио Пестано — Бацање диска - Франк Касањас — Бацање диска - Хавијер Сјенфуегос — Бацање кладива | Жене: - Наталија Родригез — 1.500 м - Нурија Фернандез — 1.500 м - Исабел Масијас — 1.500 м - Алесандра Агилар — Маратон - Дијана Мартин — 3.000 м препреке - Plácida Martínez — 4х100 м - Amparo Cotán — 4х100 м - Concepción Montaner — Скок удаљ, 4х100 м - Рут Беитија — Скок увис, 4х100 м - Беатриз Пасквал — 20 км ходање - Марија Васко — 20 км ходање - Марија Хосе Повес — 20 км ходање - Ана Пињеро — Скок мотком - Патрисија Сарапио — Троскок - Берта Кастелис — Бацање кладива - Мерцедес Чила — Бацање копља |  |

## Освајачи медаља (1)

### Бронза (1)
- Наталија Родригез — 1.500 м

## Резултати

### Мушкарци
| Атлетичар                  | Дисциплина       | Лични рекорд        | Квалификације     | Квалификације     | Полуфинале            | Полуфинале           | Финале                | Финале             | Детаљи |
| Атлетичар                  | Дисциплина       | Лични рекорд        | Резултат          | Место             | Резултат              | Место                | Резултат              | Место              | Детаљи |
| -------------------------- | ---------------- | ------------------- | ----------------- | ----------------- | --------------------- | -------------------- | --------------------- | ------------------ | ------ |
| Анхел Давид Родригез       | 100 м            | 10,14 (+1,7 м/с) НР | 10,37 КВ          | 3. у гр. 6        | 10,49                 | 7. у гр. 1           | Нису се квалификовали | 22 / 71 (75)       |        |
| Кевин Лопез                | 800 м            | 1:44,49             | 1:46,79 КВ        | 3. у гр. 1        | 1:46,86               | 7. у гр. 2           | Нису се квалификовали | 19 / 43 (44)       |        |
| Луис Алберто Марко         | 800 м            | 1:45,26             | 1:46,19 кв        | 4. у гр. 3        | 1:52,93               | 6. у гр. 3           | Нису се квалификовали | 21 / 43 (44)       |        |
| Антонио Мануел Реина       | 800 м            | 1:43,74 НР          | 1:46,66 КВ        | 3. у гр. 2        | 1:52,93               | 8. у гр. 1           | Нису се квалификовали | 23 / 43 (44)       |        |
| Мануел Олмедо              | 1.500 м          | 3:34,44             | 3:41,69 КВ        | 4. у гр. 2        | 3:36,91               | 4. у гр. 2           | 3:36,33               | 4 / 37 (38)        |        |
| Хуан Карлос Игеро          | 1.500 м          | 3:31,57             | 3:40,71 кв        | 7. у гр. 3        | 3:37,92               | 10. у гр. 2          | Нису се квалификовали | 10 / 37 (38)       |        |
| Дијего Руиз                | 1.500 м          | 3:33,18             | 3:39,33 КВ        | 4. у гр. 1        | 3:49,26               | 10. у гр. 1          | Нису се квалификовали | 23 / 37 (38)       |        |
| Хесус Еспања               | 5.000 м          | 13:04,73            | 13:40,38 КВ       | 7. у гр. 2        |                       |                      | 13:33,99              | 12 / 35 (41)       |        |
| Франсиско Хавијер Алвес    | 5.000 м          | 13:11,01            | Није завршио трку | Није завршио трку | Није се квалификовао  | Није се квалификовао |                       |                    |        |
| Хосе Мануел Мартинез       | Маратон          | 2:08:09             |                   |                   |                       |                      | 2:17:44               | 25 / 49 (67)       |        |
| Рафаел Иглесиас            | Маратон          | 2:10:44             | 2:17:45 ЛРС       | 26 / 49 (67)      |                       |                      |                       |                    |        |
| Пабло Виљалобос            | Маратон          | 2:12:21             | 2:18:12           | 30 / 49 (67)      |                       |                      |                       |                    |        |
| Виктор Гарсија             | 3.000 м препреке | 8:22,61             | 8:28,97           | 5. у гр. 1        |                       |                      | Нису се квалификовали | 17 / 34 (35)       |        |
| Анхел Муљера               | 3.000 м препреке | 8:16,47             | 8:31,83           | 7. у гр. 3        | 22 / 34 (35)          |                      | Нису се квалификовали |                    |        |
| Томас Тахадура             | 3.000 м препреке | 8:19,00             | 8:36,23           | 10. у гр. 2       | 25 / 34 (35)          |                      | Нису се квалификовали |                    |        |
| Мигел Анхел Лопез          | 20 км ходање     | 1:21:41             |                   |                   |                       |                      | 1:23:41               | 17 / 32 (46)       |        |
| Франциско Хавиер Фернандез | 20 км ходање     | 1:22:12             | Дисквалификовани  | Дисквалификовани  |                       |                      |                       |                    |        |
| Хезус Анхел Гарсија        | 50 км ходање     | 3:39:54             | Дисквалификовани  | Дисквалификовани  |                       |                      |                       |                    |        |
| Микел Одриозола            | 50 км ходање     | 3:41:47             | Дисквалификовани  | Дисквалификовани  |                       |                      |                       |                    |        |
| Хосе Игнацио Дијаз         | 50 км ходање     | 3:51:09             | Није завршио трку | Није завршио трку |                       |                      |                       |                    |        |
| Игор Бичков                | Скок мотком      | 5,60                | 5,50 кв           | 8. у гр. Б        |                       |                      | Без исправог скока    | Без исправог скока |        |
| Еусебио Касерес            | Скок удаљ        | 8,27                | 7,91              | 8. у гр. Б        | Нису се квалификовали | 18 / 32 (36)         |                       |                    |        |
| Луис Мелиз                 | Скок удаљ        | 8,18                | 7,82              | 12. у гр. А       | Нису се квалификовали | 23 / 32 (36)         |                       |                    |        |
| Борја Вивас                | Бацање кугле     | 20,18               | 18,37             | 11. у гр. А       | Нису се квалификовали | 24 / 25 (27)         |                       |                    |        |
| Марио Пестано              | Бацање диска     | 69,50 НР            | 65,13 кв          | 2. у гр. Б        | 63,00                 | 11 / 30 (33)         |                       |                    |        |
| Франк Касањас              | Бацање диска     | 67,91               | Није стартовао    | Није стартовао    | Није се квалификовао  | Није се квалификовао |                       |                    |        |
| Хавијер Сјенфуегос         | Бацање кладива   | 75.31               | 67,49             | 15. у гр. Б       | Није се квалификовао  | 33 / 35              |                       |                    |        |

### Жене
| Атлетичарка                                                   | Дисциплина       | Лични рекорд | Квалификације      | Квалификације      | Полуфинале            | Полуфинале            | Финале                | Финале             | Детаљи |
| Атлетичарка                                                   | Дисциплина       | Лични рекорд | Резултат           | Место              | Резултат              | Место                 | Резултат              | Место              | Детаљи |
| ------------------------------------------------------------- | ---------------- | ------------ | ------------------ | ------------------ | --------------------- | --------------------- | --------------------- | ------------------ | ------ |
| Наталија Родригез                                             | 1.500 м          | 3:59,51 НР   | 4:10,76 КВ         | 4. у гр. 2         | 4:07,88               | 2. у гр. 3            | 4:05,87               |                    |        |
| Нурија Фернандез                                              | 1.500 м          | 4:00,20      | 4:07,29 КВ         | 2. у гр. 3         | 4:09,53               | 6. у гр. 1            | Није се квалификовала | 20 / 29 (35)       |        |
| Исабел Масијас                                                | 1.500 м          | 4:06,50      | 4:14,75            | 7. у гр. 1         | Није се квалификовала | Није се квалификовала | Није се квалификовала | 24 / 29 (35)       |        |
| Алесандра Агилар                                              | Маратон          | 2:27:00      |                    |                    |                       |                       | Није завршила трку    | Није завршила трку |        |
| Дијана Мартин                                                 | 3.000 м препреке | 9:40,28      | 10:04,59           | 9. у гр. 1         |                       |                       | Нису се квалификовале | 20 / 26 (33)       |        |
| Plácida Martínez Amparo Cotán Concepción Montaner Рут Беитија | 4 х 100 м        | 43,45 НР     | 46,24              | 6. у гр. 1         | 17 / 18 (21)          |                       | Нису се квалификовале |                    |        |
| Беатриз Пасквал                                               | 20 км ходање     | 1:27:44      |                    |                    |                       |                       | 1:31:46               | 7 / 37 (50)        |        |
| Марија Васко                                                  | 20 км ходање     | 1:27:25 НР   | 1:32:42            | 10 / 37 (50)       |                       |                       |                       |                    |        |
| María José Poves                                              | 20 км ходање     | 1:31:32      | Дисквалификована   | Дисквалификована   |                       |                       |                       |                    |        |
| Рут Беитија                                                   | Скок увис        | 2,02 НР      | 1,92               | 8. у гр. А         |                       |                       | Ниje се квалификоваla | 12 / 27(29)        |        |
| Ана Пињеро                                                    | Скок мотком      | 4,41         | Без исправог скока | Без исправог скока | Нису се квалификовале | Нису се квалификовале |                       |                    |        |
| Concepción Montaner                                           | Скок удаљ        | 6,92         | Без исправог скока | Без исправог скока | Нису се квалификовале | Нису се квалификовале |                       |                    |        |
| Патрисија Сарапио                                             | Троскок          | 14,10        | 13,12              | 17. у гр. Б        | Нису се квалификовале | 34 / 34               |                       |                    |        |
| Берта Кастелис                                                | Бацање кладива   | 69,53        | 67,74              | 10. у гр. Б        | Нису се квалификовале | 17 / 29 (30)          |                       |                    |        |
| Мерцедес Чила                                                 | Бацање копља     | 64,07        | 58,34              | 8. у гр Б          | Нису се квалификовале | 16 / 27 (28)          |                       |                    |        |